# José Rolz-Bennett
José Rölz Bennet (Quetzaltenango, 9 de agosto de 1918 - ciudad de Guatemala, 18 de diciembre de 1972) fue un abogado, político, diplomático y catedrático universitario guatemalteco. Fue Diputado de la Asamblea Constituyente de Guatemala y Secretario General Adjunto de Asuntos Políticos Especiales de las Naciones Unidas.

## Trayectoria
Realizó sus estudios en la Universidad de San Carlos de Guatemala en donde obtuvo el título de Abogado y Notario.
El 26 de junio de 1944, fue uno de los que firmaron la denominada carta de los 311, dirigida al presidente Jorge Ubico Castañeda, en los acontecimientos que se produjeron dentro de la Revolución de 1944 en Guatemala.
En 1945 fue Diputado de la Asamblea Constituyente.
Fundó la Facultad de Humanidades de la Universidad de San Carlos de Guatemala y fue el primer decano de dicha Facultad. Además desempeñó el cargo de catedrático del Departamento de Filosofía.
Se destacó en el extranjero al ser nombrado Secretario General Adjunto de las Naciones Unidas en 1964-1972.
Falleció a la edad de 54 años el 18 de diciembre de 1972 en la ciudad de Guatemala.

## Biografía
Nació en la ciudad de Quetzaltenango, el 9 de agosto de 1918, hijo menor de Federico Rölz Stovasser, inmigrante austríaco, y de María Cristina Bennett, de ascendencia inglesa, junto a sus hermanos Federico y Julia.
Asistió a la escuela primaria Minerva, en su ciudad natal, propiedad de su madre y administrada por ella, a donde también asistió el expresidente Jacobo Árbenz Guzmán. 
Posteriormente, su familia se trasladó a La Ciudad de Guatemala, donde estudió y se graduó en la Escuela Europea, también propiedad de su progenitora. Más adelante, en reconocimiento a la labor del citado centro educativo, la Escuela Oficial Urbana de Varones para párvulos, ubicada en la zona 6 capitalina, la misma escuela que funciona en jornada matutina para niñas, recibió el nombre de Escuela Nacional de niñas #40 María Cristina Bennet de Rolz.
Obtuvo el título de Abogado y Notario en 1941, para lo cual presentó la tesis El problema de la seguridad en la estimativa jurídica, de 113 páginas.
Se casó con la costarricense Julieta Castro de Rolz-Bennett, con quien procreó tres hijos.

## Fallecimiento
En 1971, mientras fungía como Secretario General Adjunto de Asuntos Políticos Especiales de las Naciones Unidas, le diagnosticaron un tumor cerebral y fue sometido a una cirugía. Los médicos coincidieron en que su estado era crítico y su vida podía extinguirse en meses o días, por lo cual Rolz Bennet tomó la decisión de volver al país. Falleció, a la edad de 54 años, en la ciudad de Guatemala, el 18 de diciembre de 1972.

## Cargos públicos
Municipalidad de Guatemala
José Rolz Bennet (1918 - 1972).
Diputado por Quetzaltenango a la Asamblea Nacional Constituyente, que redactó y emitió la Carta Magna del 11 de marzo de 1945. Desempeñó el cargo de 2º. Secretario.
Fundador de la Facultad de Humanidades de la Universidad de San Carlos de Guatemala, el 17 de septiembre de 1945, de la cual fue nombrado decano, cargo que fungió hasta 1950. En reconocimiento a su labor fue elegido para un segundo período, de 1950 a 1954, durante el cual se consolidaron las bases de dicha facultad, así como su organización administrativa y académica.
Al fundarse el Instituto Indigenista Nacional de Guatemala, en 1945, también se creó un organismo asesor denominado Consejo Consultivo, integrado por 11 miembros, representantes de diversas instituciones públicas y privadas. Por la Universidad de San Carlos de Guatemala participó José Rolz Bennet.
Tomó posesión como presidente del Instituto Guatemalteco de Seguridad Social el 23 de diciembre de 1946, cargo al que renunció el 9 de febrero de 1948.
Representante de la Universidad de San Carlos de Guatemala ante el I Congreso de Universidades Latinoamericanas, celebrado en el edificio universitario en 1949. Durante el mismo se aprobó la Carta de las Universidades Latinoamericanas, propuesta por él.
Delegado por Guatemala a la Reunión de la Organización de Estados Centroamericanos (ODECA), celebrada en La Antigua Guatemala, en agosto de 1955.
Embajador de Guatemala ante las Naciones Unidas, de 1955 a 1960.
Desempeñó el cargo de Secretario General Adjunto de Asuntos Políticos Especiales de las Naciones Unidas, de 1960 a 1971, como jefe de Gabinete del Secretario General y en diferentes misiones de paz de la ONU.
En su calidad de Secretario General Adjunto de Naciones Unidas, entre 1962 a 1969, participó de los esfuerzos por la independencia de Nueva Guinea Occidental, conocida después como Papúa Occidental. Como tal, el 1 de octubre de 1962 tomó posesión como Administrador Temporal. Concluyó su mandato, al término de la cesión, el 16 de noviembre del mismo año.
El 4 de marzo de 1964, el Consejo de Seguridad de la ONU aceptó finalmente enviar una fuerza de paz (UNFICYP) para dar fin a las luchas entre fuerzas civiles y militares de la isla de Chipre. El entonces Secretario de Naciones Unidas propuso a Rölz Bennett como mediador, por considerarlo un abogado capaz, con una creciente reputación en la resolución de problemas.
Ese mismo año asistió a la IX Reunión de Consulta de Ministros de Relaciones Exteriores, celebrada del 21 al 26 de julio en Washington D. C., con el fin de servir de órgano de consulta para la aplicación del Tratado Interamericano de Asistencia Recíproca (TIAR), en calidad de Representante del Secretario General de las Naciones Unidas.
Otra crisis se produjo en Chipre en noviembre de 1967, como resultado de la intervención militar de Turquía, la cual pudo ser evitada, en gran medida, por la oposición de Estados Unidos. Las negociaciones llevadas a cabo por Cyrus Vance, por EE. UU., y Rölz Bennett, en nombre del Secretario General de la ONU, condujeron a solucionar el conflicto.
En 1967, en su calidad de Secretario General Adjunto de Asuntos Políticos Especiales de la ONU, participó como orador invitado en la 17.ª. Sesión Anual del Modelo de Naciones Unidas (MUNFW), que desde 1951 se había constituido como un programa de simulación para estudiantes universitarios que participan en sesiones, con el modelo de las Naciones Unidas, en un esfuerzo por avanzar en la comprensión de los principios y medios por los cuales las relaciones internacionales pueden mantenerse.
Del 22 de abril al 13 de mayo de 1968 intervino en la I Conferencia Internacional sobre los Derechos Humanos de la ONU. Cabe recordar que 1968 fue declarado por la Asamblea General de dicho organismo como Año Internacional para los Derechos Humanos, para conmemorar el vigésimo aniversario de la Declaración Universal de los DD. HH.

## Publicaciones
Junto a Enrique Muñoz Meany publicó Digesto constitucional de Guatemala (1944), editado por la Facultad de Ciencias Jurídicas y Sociales de la Universidad de San Carlos de Guatemala (USAC), de 344 páginas.
En 1948 presentó la ponencia Fines y Principios de la Universidad Contemporánea y en Especial de las Universidades de Centroamérica, donde expuso que “las universidades centroamericanas deben atender preferentemente a la formación humana de todos sus elementos integrantes, procurando la máxima exaltación de la personalidad y el más amplio ejercicio de las funciones que contribuyen a su desenvolvimiento”.
En 1949 publicó el ensayo Mujer, Universidad, Patria y Cultura. Universidad de San Carlos, XVII, octubre-diciembre, páginas 43-56.

## Premios y reconocimientos
En 1971, a su regreso a Guatemala, gravemente enfermo, fue condecorado con la Orden del Quetzal por sus excelentes servicios, el más alto honor otorgado por el Gobierno de Guatemala.
El auditorio de la Facultad de Humanidades de la Universidad de San Carlos de Guatemala lleva su nombre.
El 6 de junio de 2001, el Concejo Municipal de la Ciudad de Guatemala, mediante Acuerdo N° 21-2001 instituyó la "Orden José Rolz Bennet" para galardonar a "personalidades de gran trayectoria cívica y ampliamente destacadas por su labor en beneficio de la comunidad guatemalteca y con proyección universal. Esta orden conlleva medalla de oro y diploma especial."